# Wąsosz (village de Podlachie)
Wąsosz est un village polonais de la voïvodie de Podlachie et du powiat de Grajewo. Il est le siège de la gmina de Wąsosz et compte environ 1.600 habitants.

## Histoire
Le 5 juillet 1941, plusieurs centaines de juifs de la ville furent tués dans ce qu'on appela le pogrom de Wąsosz. Un mémorial érigé à l'emplacement de la fosse commune est visible lorsqu'on visite la ville.